# ولسوالی جانی‌خیل
جانی‌خیل یکی از ولسوالیهای ولایت پکتیکا در جنوب خاوری افغانستان است. مانند بقیه مناطق افغانستان، تعداد دقیق جمعیت در دسترس نیست. وزارت احیا و انکشاف دهات افغانستان (MRRD) همراه با کمیساریای عالی پناهندگان سازمان ملل متحد و اداره احصائیه مرکزی افغانستان (CSO) نفوس این ولسوالی را حدود۳۶۲۳۷ نفر تخمین زده‌اند (CSO 2019). به گفته همین منابع، پشتون‌ها ۱۰۰ درصد کل جمعیت را تشکیل می‌دهند.

## منبع‌ها
- مشارکت‌کنندگان ویکی‌پدیا. «Paktika Province». در دانشنامهٔ ویکی‌پدیای انگلیسی، بازبینی‌شده در ۴ اسفند ۱۳۹۰ خورشیدی.